# 請地駅
請地駅（うけじえき）は、かつて東京都向島区（現：墨田区）に存在した東武伊勢崎線の鉄道駅（廃駅）。
現在のとうきょうスカイツリー駅 - 曳舟駅間、桜橋通りとの交差地点付近に存在した。

## 概要
当駅開業の翌年（1932年）に京成請地駅が開業したことにより乗換駅となる。これは浅草乗り入れを巡って対立した東武と京成との歩み寄りによるものであったが、実際の乗り換えは業平橋駅（現・とうきょうスカイツリー駅）と押上駅との間で行われる場合が多く、請地駅は1946年に休止となり、京成請地駅が1947年に廃止された後の1949年に廃止された。
その後の当駅付近の東武線の高架化や京成線の地下化などにより、現在痕跡はまったく残っていない。

## 歴史
- 1931年（昭和6年）5月25日 - 開業[1][注釈 1]。
- 1932年（昭和7年）9月1日 - 京成請地駅開業[3][4]。乗換駅となる。
- 1946年（昭和21年）9月11日 - 休止[1][2]。
- 1949年（昭和24年）10月20日 - 廃止[1][2]。

## 隣の駅
東武鉄道
■伊勢崎線
業平橋駅 - 請地駅 - 曳舟駅